# Verein für Bewegungsspiele Lübeck von 1919 2010-2011
Questa voce raccoglie le informazioni riguardanti il Verein für Bewegungsspiele Lübeck von 1919 nelle competizioni ufficiali della stagione 2010-2011.

## Stagione
Nella stagione 2010-2011 il Lubecca, allenato da Hans-Peter Schubert, concluse il campionato di Regionalliga nord al 3º posto. In Coppa di Germania il Lubecca fu eliminato al primo turno dal Duisburg.

## Rosa
| N. |                               | Ruolo | Calciatore           |
| -- | ----------------------------- | ----- | -------------------- |
| 1  | Germania (bandiera)           | P     | Nourreddine Semghoun |
| 4  | Germania (bandiera)           | D     | Dennis Wehrendt      |
| 7  | Germania (bandiera)           | C     | Felix Dojahn         |
| 7  | Croazia (bandiera)            | C     | Domagoj Duspara      |
| 8  | Germania (bandiera)           | C     | Tarik Cosgun         |
| 9  | Germania (bandiera)           | D     | Marcus Steinwarth    |
| 10 | Austria (bandiera)            | A     | Rolf Landerl         |
| 11 | Germania (bandiera)           | A     | Stefan Richter       |
| 14 | Germania (bandiera)           | D     | Nils Kjär            |
| 15 | Germania (bandiera)           | A     | Dominic Ulaga        |
| 16 | Macedonia del Nord (bandiera) | A     | Ermir Zekiri         |
| 17 | Germania (bandiera)           | A     | Ralf Schreiber       |

| N. |                     | Ruolo | Calciatore        |
| -- | ------------------- | ----- | ----------------- |
| 18 | Germania (bandiera) | A     | Bastian Henning   |
| 19 | Germania (bandiera) | C     | Marcello Meyer    |
| 20 | Germania (bandiera) | C     | Marcel Gebers     |
| 21 | Germania (bandiera) | C     | Tim Siedschlag    |
| 22 | Germania (bandiera) | C     | Danny Cornelius   |
| 23 | Germania (bandiera) | D     | Michael Hohnstedt |
| 24 | Germania (bandiera) | P     | René Melzer       |
| 25 | Germania (bandiera) | C     | Philipp Röhr      |
| 26 | Germania (bandiera) | D     | Moritz Marheineke |
| 28 | Germania (bandiera) | D     | Kevin Kluk        |
| 30 | Germania (bandiera) | C     | André Senger      |
|    | Germania (bandiera) | P     | Ole Oberbeck      |

## Organigramma societario
Area tecnica
- Allenatore: Hans-Peter Schubert
- Allenatore in seconda: Ingo Popp
- Preparatore dei portieri:
- Preparatori atletici:
- Analisi video:

## Calciomercato

### Sessione estiva
| Acquisti | Acquisti         | Acquisti          | Acquisti |
| R.       | Nome             | da                | Modalità |
| -------- | ---------------- | ----------------- | -------- |
| C        | Danny Cornelius  | Oberneuland       |          |
| C        | Felix Dojahn     | Babelsberg        |          |
| C        | Domagoj Duspara  | Celje             |          |
| P        | Benjamin Gommert | Zwickau           |          |
| P        | René Melzer      | Wolfsburg II      |          |
| A        | Ralf Schreiber   | Lokomotive Lipsia |          |
| C        | Tim Siedschlag   | Holstein Kiel     |          |
| A        | Dominic Ulaga    | SV Wilhelmsburg   |          |
| A        | Ermir Zekiri     | St. Pauli II      |          |

| Cessioni | Cessioni           | Cessioni        | Cessioni |
| R.       | Nome               | a               | Modalità |
| -------- | ------------------ | --------------- | -------- |
| D        | Christoph Bergmann | Malchower SV 90 |          |
| A        | Jakob Sachs        | Holstein Kiel   |          |
| A        | Nico Schrum        | FC Sylt         |          |

### Sessione invernale
| Acquisti | Acquisti          | Acquisti             | Acquisti |
| R.       | Nome              | da                   | Modalità |
| -------- | ----------------- | -------------------- | -------- |
| D        | Kevin Kluk        | E. Braunschweig II   |          |
| D        | Marcus Steinwarth | Türkiyemspor Berlino |          |

| Cessioni | Cessioni         | Cessioni      | Cessioni |
| R.       | Nome             | a             | Modalità |
| -------- | ---------------- | ------------- | -------- |
| P        | Benjamin Gommert | Seligenporten |          |
| D        | Ole Hengelbrock  | Oldenburg     |          |
| A        | Clemens Lange    | Torgelower    |          |
| D        | Patrick Peters   | Tuggen        |          |

## Risultati

### Regionalliga

#### Girone di andata
| Arbitro: | Schriever |

|  |           |               |
|  | Marcatori | 63’, 74’ Wolf |

| Arbitro: | Schößling |

|                   |           |                                          |
| Müller 17’ (rig.) | Marcatori | 40’ Siedschlag 52’ Henning 72’ Hohnstedt |

| Arbitro: | Gorniak |

|                                 |           |  |
| Duspara 2’ Peters 4’ Senger 72’ | Marcatori |  |

| Arbitro: | Zwayer |

|                      |           |                          |
| Beneš 28’ Boltze 75’ | Marcatori | 25’ Henning 62’ Wehrendt |

| Arbitro: | Seidel |

|             |           |                          |
| Henning 45’ | Marcatori | 52’ Špiláček 76’ Boateng |

| Arbitro: | Leicher |

|                                                             |           |  |
| Wilke 15’ Garbuschewski 22’ Förster 45’, 50’, 55’ Hampf 78’ | Marcatori |  |

| Arbitro: | Rohde |

|                                 |           |                        |
| Henning 38’, 90’ Siedschlag 90’ | Marcatori | 34’ Adewunmi 64’ Fidan |

| Arbitro: | Wingenbach |

|              |           |                          |
| Brüntjen 49’ | Marcatori | 9’ Cornelius 39’ Duspara |

| Lubecca 3 ottobre 2010, ore 13:30 CEST 9ª giornata | Lubecca | 0 – 0 referto | RB Lipsia | Stadion an der Lohmühle (2 697 spett.)\| Arbitro: \| Dankert \| |
| Arbitro:                                           | Dankert |               |           |                                                                 |

| Arbitro: | Hussein |

|  |           |                              |
|  | Marcatori | 18’, 90’ Henning 71’ Duspara |

| Arbitro: | Giese |

|                              |           |             |
| Duspara 42’ Henning 62’, 78’ | Marcatori | 70’ Kreuels |

| Arbitro: | Pflaum |

|  |           |            |
|  | Marcatori | 84’ Zekiri |

| Arbitro: | Heitmann |

|                                 |           |             |
| Gebers 14’ (rig.) Cornelius 51’ | Marcatori | 72’ Petrick |

| Arbitro: | Rott |

|  |           |             |
|  | Marcatori | 25’ Duspara |

| Arbitro: | Skorczyk |

|            |           |                 |
| Zekiri 23’ | Marcatori | 67’ (rig.) Boyd |

| Arbitro: | Steinhaus-Webb |

|                            |           |  |
| Marheineke 45’ Richter 84’ | Marcatori |  |

| Arbitro: | Hussein |

|                |           |                                      |
| Zimmermann 45’ | Marcatori | 50’ Zekiri 54’ Henning 64’ Cornelius |

#### Girone di ritorno
| Arbitro: | Schriever |

|  |           |                         |
|  | Marcatori | 45’ Henning 61’ Landerl |

| Arbitro: | Dankert |

|                  |           |  |
| Henning 46’, 50’ | Marcatori |  |

| Arbitro: | Börner |

|            |           |             |
| Kazior 18’ | Marcatori | 79’ Richter |

| Arbitro: | Metzen |

|                                             |           |                         |
| Duspara 43’ Gebers 78’ (rig.) Cornelius 83’ | Marcatori | 75’ Lindenhahn 86’ Hauk |

| Arbitro: | Schmickartz |

|  |           |                  |
|  | Marcatori | 40’, 90’ Henning |

| Lubecca 5 marzo 2011, ore 13:30 CET 23ª giornata | Lubecca   | 0 – 0 referto | Chemnitz | Stadion an der Lohmühle (5 646 spett.)\| Arbitro: \| Gagelmann \| |
| Arbitro:                                         | Gagelmann |               |          |                                                                   |

| Arbitro: | Schwegler |

|                     |           |  |
| Kadah 1’ Pekrul 84’ | Marcatori |  |

| Arbitro: | Siewer |

|            |           |  |
| Gebers 49’ | Marcatori |  |

| Arbitro: | Brand |

|                          |           |            |
| Rockenbach 17’ Frahn 35’ | Marcatori | 89’ Gebers |

| Arbitro: | Jablonski |

|                                                 |           |  |
| Duspara 9’, 23’, 32’ Siedschlag 17’ Richter 82’ | Marcatori |  |

| Arbitro: | Drees |

|                                 |           |             |
| Klos 47’ Polter 81’ Schulze 86’ | Marcatori | 69’ Richter |

| Arbitro: | Frömel |

|             |           |  |
| Duspara 67’ | Marcatori |  |

| Arbitro: | Ide |

|  |           |              |
|  | Marcatori | 23’ Wehrendt |

| Arbitro: | Schmitz |

|                         |           |  |
| Landerl 43’ Richter 82’ | Marcatori |  |

| Arbitro: | Riehl |

|          |           |                        |
| Boyd 68’ | Marcatori | 40’ Duspara 84’ Cosgun |

| Arbitro: | Kleinschmidt |

|                       |           |                           |
| Lindner 3’ Heider 45’ | Marcatori | 65’ Siedschlag 68’ Zekiri |

| Arbitro: | Schwegler |

|                          |           |                            |
| Henning 84’ Wehrendt 87’ | Marcatori | 31’, 45’ Hebler 76’ Henkel |

### Coppa di Germania
| Arbitro: | Willenborg |

|  |           |                                     |
|  | Marcatori | 50’ (aut.) Marheineke 90’ Schäffler |

## Statistiche

### Statistiche di squadra
| Competizione      | Punti | In casa | In casa | In casa | In casa | In casa | In casa | In trasferta | In trasferta | In trasferta | In trasferta | In trasferta | In trasferta | Totale | Totale | Totale | Totale | Totale | Totale | DR  |
| Competizione      | Punti | G       | V       | N       | P       | Gf      | Gs      | G            | V            | N            | P            | Gf           | Gs           | G      | V      | N      | P      | Gf     | Gs     | DR  |
| ----------------- | ----- | ------- | ------- | ------- | ------- | ------- | ------- | ------------ | ------------ | ------------ | ------------ | ------------ | ------------ | ------ | ------ | ------ | ------ | ------ | ------ | --- |
| Regionalliga nord | 69    | 17      | 11      | 3       | 3       | 31      | 14      | 17           | 10           | 3            | 4            | 27           | 22           | 34     | 21     | 6      | 7      | 58     | 36     | +22 |
| Coppa di Germania | -     | 1       | 0       | 0       | 1       | 0       | 2       | 0            | 0            | 0            | 0            | 0            | 0            | 1      | 0      | 0      | 1      | 0      | 2      | -2  |
| Totale            | 69    | 18      | 11      | 3       | 4       | 31      | 16      | 17           | 10           | 3            | 4            | 27           | 22           | 35     | 21     | 6      | 8      | 58     | 38     | +20 |

### Andamento in campionato
| Giornata  | 1  | 2 | 3 | 4 | 5 | 6  | 7  | 8 | 9 | 10 | 11 | 12 | 13 | 14 | 15 | 16 | 17 | 18 | 19 | 20 | 21 | 22 | 23 | 24 | 25 | 26 | 27 | 28 | 29 | 30 | 31 | 32 | 33 | 34 |
| --------- | -- | - | - | - | - | -- | -- | - | - | -- | -- | -- | -- | -- | -- | -- | -- | -- | -- | -- | -- | -- | -- | -- | -- | -- | -- | -- | -- | -- | -- | -- | -- | -- |
| Luogo     | C  | T | C | T | C | T  | C  | T | C | T  | C  | T  | C  | T  | C  | C  | T  | T  | C  | T  | C  | T  | C  | T  | C  | T  | C  | T  | C  | T  | C  | T  | T  | C  |
| Risultato | P  | V | V | N | P | P  | V  | V | N | V  | V  | V  | V  | V  | N  | V  | V  | V  | V  | N  | V  | V  | N  | P  | V  | P  | V  | P  | V  | V  | V  | V  | N  | P  |
| Posizione | 16 | 7 | 6 | 6 | 9 | 12 | 11 | 7 | 8 | 7  | 5  | 4  | 3  | 3  | 3  | 2  | 2  | 2  | 2  | 2  | 2  | 2  | 2  | 2  | 2  | 3  | 3  | 3  | 3  | 3  | 3  | 3  | 3  | 3  |

Legenda:

Luogo: C = Casa; T = Trasferta. Risultato: V = Vittoria; N = Pareggio; P = Sconfitta.

### Statistiche dei giocatori
| Giocatore      | Regionalliga nord | Regionalliga nord | Regionalliga nord | Regionalliga nord | Coppa di Germania | Coppa di Germania | Coppa di Germania | Coppa di Germania | Totale   | Totale | Totale      | Totale     |
| Giocatore      | Presenze          | Reti              | Ammonizioni       | Espulsioni        | Presenze          | Reti              | Ammonizioni       | Espulsioni        | Presenze | Reti   | Ammonizioni | Espulsioni |
| -------------- | ----------------- | ----------------- | ----------------- | ----------------- | ----------------- | ----------------- | ----------------- | ----------------- | -------- | ------ | ----------- | ---------- |
| D. Cornelius   | 30                | 4                 | 5                 | 0                 | 1                 | 0                 | 1                 | 0                 | 31       | 4      | 6           | 0          |
| T. Cosgun      | 5                 | 1                 | 0                 | 0                 | 0                 | 0                 | 0                 | 0                 | 5        | 1      | 0           | 0          |
| F. Dojahn      | 0                 | 0                 | 0                 | 0                 | 0                 | 0                 | 0                 | 0                 | 0        | 0      | 0           | 0          |
| D. Duspara     | 32                | 11                | 2                 | 0                 | 1                 | 0                 | 0                 | 0                 | 33       | 11     | 2           | 0          |
| M. Gebers      | 32                | 4                 | 5                 | 0                 | 1                 | 0                 | 1                 | 0                 | 33       | 4      | 6           | 0          |
| B. Gommert     | 6                 | 0                 | 0                 | 0                 | 0                 | 0                 | 0                 | 0                 | 6        | 0      | 0           | 0          |
| O. Hengelbrock | 3                 | 0                 | 0                 | 0                 | 0                 | 0                 | 0                 | 0                 | 3        | 0      | 0           | 0          |
| B. Henning     | 29                | 16                | 5                 | 0                 | 1                 | 0                 | 0                 | 0                 | 30       | 16     | 5           | 0          |
| M. Hohnstedt   | 34                | 1                 | 2                 | 0                 | 1                 | 0                 | 0                 | 0                 | 35       | 1      | 2           | 0          |
| N. Kjär        | 17                | 0                 | 6                 | 0                 | 1                 | 0                 | 0                 | 0                 | 18       | 0      | 6           | 0          |
| K. Kluk        | 9                 | 0                 | 1                 | 0                 | 0                 | 0                 | 0                 | 0                 | 9        | 0      | 1           | 0          |
| R. Landerl     | 29                | 2                 | 9                 | 0                 | 1                 | 0                 | 0                 | 0                 | 30       | 2      | 9           | 0          |
| C. Lange       | 5                 | 0                 | 0                 | 0                 | 1                 | 0                 | 0                 | 0                 | 6        | 0      | 0           | 0          |
| M. Marheineke  | 31                | 1                 | 3                 | 0                 | 1                 | 0                 | 0                 | 0                 | 32       | 1      | 3           | 0          |
| R. Melzer      | 15                | 0                 | 0                 | 0                 | 1                 | 0                 | 0                 | 0                 | 16       | 0      | 0           | 0          |
| M. Meyer       | 3                 | 0                 | 0                 | 0                 | 0                 | 0                 | 0                 | 0                 | 3        | 0      | 0           | 0          |
| O. Oberbeck    | 1                 | 0                 | 0                 | 0                 | 0                 | 0                 | 0                 | 0                 | 1        | 0      | 0           | 0          |
| P. Peters      | 9                 | 1                 | 1                 | 0                 | 0                 | 0                 | 0                 | 0                 | 9        | 1      | 1           | 0          |
| S. Richter     | 25                | 5                 | 3                 | 0                 | 0                 | 0                 | 0                 | 0                 | 25       | 5      | 3           | 0          |
| P. Röhr        | 27                | 0                 | 4                 | 0                 | 0                 | 0                 | 0                 | 0                 | 27       | 0      | 4           | 0          |
| R. Schreiber   | 9                 | 0                 | 0                 | 0                 | 0                 | 0                 | 0                 | 0                 | 9        | 0      | 0           | 0          |
| N. Semghoun    | 13                | 0                 | 0                 | 0                 | 0                 | 0                 | 0                 | 0                 | 13       | 0      | 0           | 0          |
| A. Senger      | 14                | 1                 | 0                 | 0                 | 1                 | 0                 | 0                 | 0                 | 15       | 1      | 0           | 0          |
| T. Siedschlag  | 32                | 4                 | 5                 | 0                 | 1                 | 0                 | 0                 | 0                 | 33       | 4      | 5           | 0          |
| M. Steinwarth  | 10                | 0                 | 3                 | 0                 | 0                 | 0                 | 0                 | 0                 | 10       | 0      | 3           | 0          |
| D. Ulaga       | 0                 | 0                 | 0                 | 0                 | 0                 | 0                 | 0                 | 0                 | 0        | 0      | 0           | 0          |
| D. Wehrendt    | 27                | 3                 | 6                 | 0                 | 1                 | 0                 | 0                 | 0                 | 28       | 3      | 6           | 0          |
| E. Zekiri      | 21                | 4                 | 1                 | 0                 | 1                 | 0                 | 0                 | 0                 | 22       | 4      | 1           | 0          |